# Henke (Band)
Henke ist eine deutsche Band, die 2009 von Oswald Henke gegründet wurde.

## Geschichte

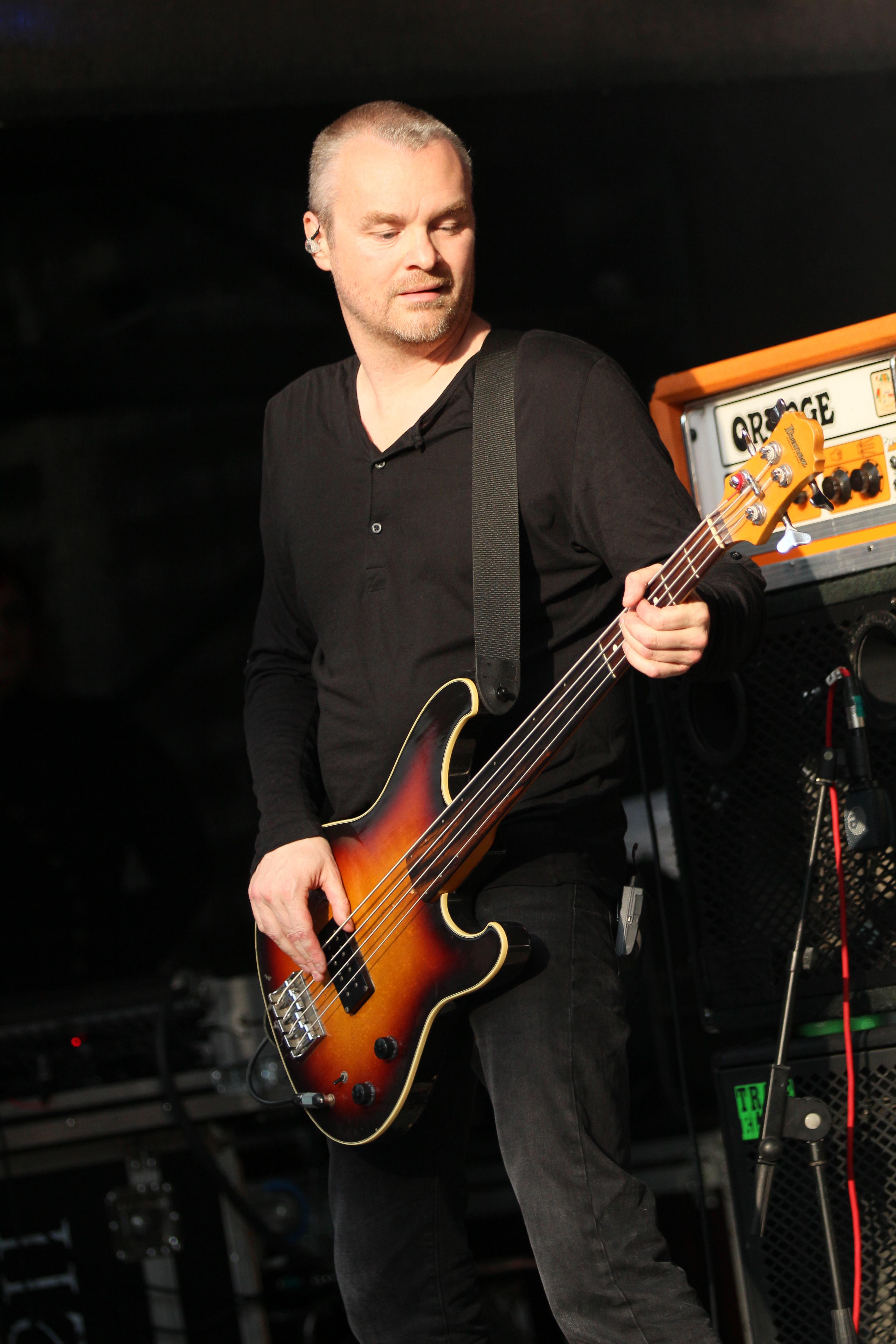
Bassist Tom Bola auf dem Nocturnal Culture Night Festival 2014.

Nachdem Oswald Henkes Vorgängerband Goethes Erben 2007 eine längere Auszeit beschlossen, gründete er zunächst die Band fetisch:Mensch. Mit dieser schrieb er neue Lieder, hatte aber den Vorsatz gefasst, diese niemals als Album zu veröffentlichen, sondern nur auf Konzerten vorzutragen. Mit der 2009 gegründeten Band Henke hatte er zunächst ebenfalls vor, auf Albenveröffentlichungen zu verzichten und nur live aufzutreten, jedoch nur ältere Stücke seiner Vorgängerbands Goethes Erben, Erblast und Artwork zu spielen. Später entschied er sich in beiden Punkten um und so kam 2011 das erste Album Seelenfütterung auf den Markt. Der Stil ist einiges rockiger und breitfächiger als die Werke der früheren Bands. Geblieben ist jedoch der für Oswald Henke und die Neue Deutsche Todeskunst typische Sprechgesang.
Goethes Erben gaben im Juli 2012 ihre Auflösung bekannt, vereinigten sich im Herbst 2013 jedoch wieder für das anstehende 25-jährige Bandjubiläum. 2013 erschien das zweite Henke-Album Maskenball der Nackten, seitdem gab es keine weiteren Veröffentlichungen mehr, es fanden jedoch weitere Konzerte statt. 2016 gab die Gruppe schließlich bekannt, dass es keine weiteren Alben und Konzerte von Henke mehr geben wird, es erfolgte jedoch keine offizielle Auflösung der Gruppe. Inzwischen ist Oswald Henke wieder mit Goethes Erben aktiv.

## Diskografie

### Alben
- 2011: Seelenfütterung
- 2013: Maskenball der Nackten

### Singles und EPs
- 2011: Vom A zum F
- 2012: Herz
- 2013: Zeitmemory